# Podróż Sindbada do Złotej Krainy
Podróż Sindbada do Złotej Krainy (ang. The Golden Voyage of Sinbad) – film przygodowy z 1974 roku, będący kontynuacją filmu Siódma podróż Sindbada z 1958 roku. Film znany jest też w Polsce pod alternatywnym tytułem Złota podróż Sindbada.
Zarówno tytuł jak i treść swobodnie nawiązują do postaci Sindbada Żeglarza z arabskich legend. Zdjęcia kręcono w Hiszpanii (m.in. w Palma de Mallorca i Manzanares el Real).

## Fabuła
(źródło: Filmweb)
Książę Bagdadu i legendarny żeglarz - to właśnie Sindbad, główny bohater filmu. Pewnego razu odnajduje niezwykłą mapę i postanawia wyruszyć w podróż, w celu odnalezienia tajemniczej wyspy Lemurii. W wyprawie towarzyszą mu dwie postacie, tj. piękna niewolnica Margiana i Wielki Wezyr Marabii. W tym samym czasie w Marabii władzę próbuje przejąć zły czarownik, książę Koura, który za wszelką cenę nie chce dopuścić do tego, by Sindbad dotarł do tajemniczej wyspy. W tym celu zsyła na niego złowieszcze duchy. Wkrótce załodze udaje się dotrzeć na wyspę Lemurii, na której czeka na nich wiele niezwykłych przygód.

## Główne role
- John Phillip Law – Sindbad
- Caroline Munro – Margiana
- Tom Baker – Koura
- Grégoire Aslan – Hakim
- Martin Shaw – Rachid
- Douglas Wilmer – wezyr
- Kurt Christian – Haroun
- Takis Emmanuel – Achmed
- David Garfield – Abdul

## Polska wersja
Reżyseria dubbingu: Maria Olejniczak

Głosów użyczyli:
- Jerzy Rogowski – Sindbad
- Barbara Burska – Margiana
- Tadeusz Wieczorek – Koura

Źródło: